# FK Witebsk
Futbolny Kłub Witebsk (biał. Футбольны Клуб «Віцебск») – białoruski klub piłkarski z siedzibą w Witebsku. Założony w 1960 jako KIM Witebsk.

## Historia
Chronologia nazw:
- 1938—...: KIM Witebsk (biał. КІМ (Віцебск))
- ...—1962: Zakład Kirowa Witebsk (biał. Завод Кірова (Віцебск))
- 1963—1984: Dźwina Witebsk (biał. «Дзьвіна» (Віцебск))
- 1985—1988: Wiciaź Witebsk (biał. «Віцязь» (Віцебск))
- 1989—1994: KIM Witebsk (biał. КІМ (Віцебск))
- 1994—1995: Dźwina Witebsk (biał. «Дзьвіна» (Віцебск))
- 1996—2002: Lakamatyu-96  Witebsk (biał. «Лякаматыў-96» (Віцебск))
- 2002—2006: Lakamatyu Witebsk (biał. «Лякаматыў» (Віцебск))
- 2007—...: FK Witebsk (biał. ФК «Віцебск» (Віцебск))

Założony w 1938 jako KIM Witebsk. Następnie nazywał się Zakład Kirowa Witebsk, Dźwina Witebsk, Wiciaź Witebsk. W 1996 odbyła się fuzja z klubem Lakamatyu Witebsk. Został utworzony nowy klub z nazwą Lakamatyu-96  Witebsk. Klub Lakamatyu Witebsk jeszcze kontynuował występy do 2000 kiedy został rozformowany. W 2002 nowy klub wziął nazwę już nieistniejącego klubu - Lakamatyu. Od 2007 nazywa się FK Witebsk

## Osiągnięcia
- Wicemistrz Białorusi (2): 1993, 1995
- Puchar Białorusi (1): 1998

## Europejskie puchary
Legenda do wszystkich tabel:
- Q – runda eliminacyjna, 1/16, 1/8, 1/4, 1/2 – odpowiednia faza rozgrywek, Grupa – runda grupowa, 1r gr – pierwsza runda grupowa, 2r gr – druga runda grupowa, F – finał, R – runda, PO – play-off
- k. – rzuty karne, los. – losowanie, Dogr. – dogrywka, w. – zasada bramek strzelonych na wyjeździe

| Sezon   | Rozgrywki                 | Runda | Klub         | Dom | Wyjazd | Ogólnie |
| ------- | ------------------------- | ----- | ------------ | --- | ------ | ------- |
| 1998/99 | Puchar Zdobywców Pucharów | Q     | Lewski Sofia | 1–1 | 1–8    | 2–9     |
| 1999    | Puchar Intertoto          | 1R    | NK Varaždin  | 1–2 | 2–2    | 3–4     |
| 2019/20 | Liga Europy               | 1Q    | KuPS         | 1–1 | 0–2    | 1–3     |